# Luka Pibernik
Luka Pibernik (Ljubljana, 23 oktober 1993) is een voormalig Sloveens wielrenner. 

## Overwinningen
2013
Puntenklassement Vredeskoers, Beloften
 Sloveens kampioen op de weg, Elite
2e etappe Ronde van Tsjechië
2015
 Sloveens kampioen op de weg, Elite
2016
6e etappe Eneco Tour

## Resultaten in voornaamste wedstrijden
| Jaar | Ronde van Italië | Ronde van Frankrijk | Ronde van Spanje |
| ---- | ---------------- | ------------------- | ---------------- |
| 2015 |                  |                     |                  |
| 2016 |                  | 102e                |                  |
| 2017 | 100e             |                     |                  |
| 2018 |                  |                     | 142e             |
| 2019 |                  |                     | 109e             |
| 2020 |                  |                     |                  |

| Jaar | Milaan-San Remo | Gent-Wevelgem | Ronde van Vlaanderen | Parijs-Roubaix | Luik-Bast.‑Luik | Ronde van Lombardije | Waalse Pijl |  | WK op de weg |  | Wereldranglijsten |
| ---- | --------------- | ------------- | -------------------- | -------------- | --------------- | -------------------- | ----------- |  | ------------ |  | ----------------- |
| 2015 |                 | opgave        | 116e                 | opgave         |                 |                      |             |  | 47e          |  |                   |
| 2016 |                 | opgave        | opgave               | 106e           |                 |                      |             |  | opgave       |  | 182e (UWT)        |
| 2017 |                 | 54e           | 43e                  | 101e           | opgave          | 63e                  |             |  | 42e          |  | 289e (UWT)        |
| 2018 | 86e             | 134e          | 85e                  | 100e           |                 |                      |             |  | opgave       |  |                   |
| 2019 |                 | opgave        |                      |                | 97e             |                      | opgave      |  | opgave       |  |                   |
| 2020 |                 |               | opgave               |                |                 |                      |             |  | opgave       |  |                   |

## Ploegen
- 2012 –  Radenska
- 2013 –  Radenska
- 2014 –  Radenska
- 2015 –  Lampre-Merida
- 2016 –  Lampre-Merida
- 2017 –  Bahrain-Merida
- 2018 –  Bahrain-Merida
- 2019 –  Bahrain-Merida
- 2020 –  Bahrain McLaren

Bonifazio · Bono · Cattaneo · Cimolai · Conti · M. Costa · R. Costa · Đurasek · Feng · Ferrari · Grmay · Kasjavy · Modolo · Mori · Niemiec · Oliviera · Pibernik · Plaza · Polanc · Pozzato · Richeze · Serpa · Ulissi · Valls · Xu · Ganna (stagiair) · Pacioni (stagiair) · Ravasi (stagiair)
Arashiro · Bono · Cattaneo · Cimolai · Conti · M. Costa · R. Costa · Đurasek · Feng · Ferrari · Grmay · Kasjavy · Kump · Meintjes · Modolo · Mohorič · Mori · Niemiec · Petilli · Pibernik · Polanc · Ulissi · Xu · Zurlo · Masnada (stagiair) · Ravasi (stagiair) · Troia (stagiair)
Agnoli · Arashiro · Boaro · Bole · Bonifazio · Božič · Brajkovič · Cink · Colbrelli · Feng · García · Gasparotto · Grmay · Haussler · Insausti · Izagirre · Moreno · Navardauskas · A. Nibali · V. Nibali · Novak · Pellizotti · Per · Pibernik · Siwtsow · Visconti · Wang · Garosio (stagiair) · Padoen (stagiair) · Toniatti (stagiair)
Agnoli · Arashiro · Boaro · Bole · Bonifazio · Božič · Colbrelli · Feng · García · Gasparotto · Haussler · G. Izagirre · J. Izagirre · Koren · Mohorič · Navardauskas · A. Nibali · V. Nibali · Novak · Padoen · Pellizotti · Per · Pernsteiner · Pibernik · Pozzovivo · Siwtsow · Visconti · Wang
Agnoli · Arashiro · Bauhaus · Bole · Caruso · Colbrelli · Dennis     · Feng · García · Garosio · Haussler · Koren · Mohorič · A. Nibali · V. Nibali · Novak · Padoen · Pernsteiner · Pibernik · Pozzovivo · Sieberg · Teuns · Tratnik · Wang · Williams
Arashiro · Battaglin · Bauhaus · Bilbao · Bole · Buitrago · Capecchi · Caruso · Cavendish · Colbrelli · Davies · Feng · García Cortina · Haller · Haussler · Inkelaar · Landa · Mohorič · Novak · Padoen · Pernsteiner · Pibernik · Poels · Sieberg · Teuns · Tratnik · Valls · Williams · Wright